# Чемпионат мира по бобслею 1963
22-й чемпионат мира по бобслею и скелетону прошёл в 1963 году в городе Игльс.

## Соревнование двоек
| Золото                                    | Серебро                                    | Бронза                             |
| Эудженио Монти, Серджо Сьорпаэс (4:27,04) | Серджо Дзардини, Романо Бонагура (4:29,98) | Энтони Нэш, Робин Диксон (4:32,07) |

## Соревнование четвёрок
| Золото                                                                             | Серебро                                                                      | Бронза                                                                   |
| Серджо Дзардини, Ферруцио Далла Торре, Ренато Мочеллини, Романо Бонагура (4:19,34) | Анджело Фригерио, Марио Паллуа, Луиджи де Беттин, Седжио Мочеллини (4:20,56) | Эрвин Талер, Райнхольд Дурнталер, Йозеф Найрц, Адольф Кокседер (4:21,09) |

## Медальный зачёт
| Место | Страна         | Золото | Серебро | Бронза | Всего |
| ----- | -------------- | ------ | ------- | ------ | ----- |
| 1     | Италия         | 2      | 2       | 0      | 4     |
| 2     | Великобритания | 0      | 0       | 1      | 1     |
| 3     | Австрия        | 0      | 0       | 1      | 1     |